# جيفري فريش
جيفري فريش هو متزحلق جبال الألب كندي، ولد في 1 يونيو 1984 في بريكسن في إيطاليا.

## وصلات خارجية
- جيفري فريش على موقع الاتحاد الدولي للتزلج (التزلج على المنحدرات الثلجية) (الإنجليزية)